# Gaggi
Gaggi es una localidad italiana de la ciudad metropolitana de Mesina, en Sicilia. Tiene una población estimada, a fines de 2020, de 3.116 habitantes.

Ubicación de la ciudad de Gaggi dentro de la provincia de Mesina.

## Evolución demográfica
| Gráfica de evolución demográfica de Gaggi entre 1861 y 2001 |
|                                                             |
| Fuente ISTAT - Elaboración gráfica por parte de Wikipedia   |